# Colomys goslingi
Colomys goslingi és una espècie de rosegador de la família dels múrids que fins a mitjans del 2020 fou considerada l'única espècie del gènere Colomys.

## Distribució i hàbitat
És nativa de l'Àfrica, on viu a Burundi, el Camerun, Kenya, la República Democràtica del Congo, Ruanda, el Sudan del Sud i Uganda.
Es tracta d'una espècie aquàtica, que viu als voltants de rierols i estanys de selves pluvials, i de vegades a praderies i sabanes.

## Descripció
La longitud mitjana del seu cos (sense la cua) és de 12,5 centímetres, amb una cua d'uns 16 centímetres. Les extremitats posteriors mesuren al voltant de 3,3 centímetres.
El seu pelatge és de color marró fosc al dors i blanc al ventre. La separació centre els dos rangs de color és lineal, corrent al llarg del costat del rinari, la part baixa de la galta baixa, el lateral del coll i el flanc. Les extremitats davanteres són totalment blanques, excepte la cara externa de la base. Les extremitats posteriors són blanques pel costat interior i en la major part de la seva superfície anterior, gairebé a l'arrel del peu. La cua, lleugerament peluda, presenta una major densitat de pèl a la part terminal.